# Litz (Fluss)
Die Litz (auch Litzbach) ist ein etwa 24 Kilometer langer rechter Nebenfluss der Ill im Montafoner Silbertal in Vorarlberg.

## Name
Der ursprüngliche Name der Litz lautete Illitz. Der Namensbestandteil Ill stammt aus der keltischen Sprache (ilara) und bedeutet eilig. Illitz die kleine Eilige.

## Geographie

### Verlauf
| Zuläufe und Bauwerke \| Litz \| Litz \| Litz \| \| ------------- \| ---- \| --------------------- \| \| Legende \| \| \| \| Quellgebiet: \| \| Fresch Alpe (1.800 m) \| \| Gaflunerbach \| \| \| \| Burtschabach \| \| \| \| \| \| Silbertal (889 m) \| \| \| \| \| \| Litzkraftwerk \| \| Schruns (700 m) \| \| \| \| \| \| Ill \| \| \| |  |                       |
| Litz |  |                       |
| Legende |  |                       |
| Quellgebiet: |  | Fresch Alpe (1.800 m) |
| Gaflunerbach |  |                       |
| Burtschabach |  |                       |
| |  | Silbertal (889 m)     |
| |  |                       |
| Litzkraftwerk |  | Schruns (700 m)       |
| |  |                       |
| Ill |  |                       |

Bau des „Litzdammes“ (1911)

Die Litz entspringt einer siebenteiligen Quelle nahe der Alpe Fresch, in ca. 1.800 Metern Seehöhe. Ein weiterer Teil des Wassers stammt aus dem Langsee, welches unterirdisch in die Litz sickert.
Im Laufe der Zeit bildete der Fluss das Silbertal in einem leicht bauchigen Flusslauf. Von rechter Seite kommt aus dem Gaflunertal der 6,5 Kilometer lange Gaflunerbach entgegen. Sie durchquert den Siedlungskern von Silbertal, passiert Bartholomäberg, und fließt durch den Ort Schruns. Nach etwa 24 Kilometern fließt die Litz als längster Zufluss in die Ill.

### Zuflüsse
(Vom Ursprung bis zur Mündung. Namen und Längen (auf eine Nachkommastelle gerundet) nach dem  Vorarlberg Atlas)
- Wißabach (links), 1,2 km
- Schwarzer Seebach (rechts), 0,3 km
- Schiaschobwaldgerinne (rechts), 0,3 km
- Inneres Älpelegerinne (links), 0,4 km
- Alpmaisäßgerinne (rechts), 0,2 km
- Inneres Älpeletobel(bach) (links), 0,9 km
- Äusseres Älpeletobel(bach) (links), 0,8 km
- Wiesbach (Gligertobel) (links), 1,2 km
- Innerer Branntweinbach (links), 0,6 km
- Äusserer Branntweinbach (links), 0,3 km
- Wetterwähtobel(bach) (links), 0,4 km
- Gaflunabach (rechts), 6,8 km
- Schwarzbach (rechts), 0,1 km
- Meßwaldtobel(bach) (links), 1,1 km
- Alterstöfelbach (rechts), 0,3 km
- Weißenbach (links), 0,8 km
- Seebach (links), 2,0 km
- Ronawaldgraben (links), 0,7 km
- Marktobel(bach) (links), 0,2 km
- Gieslabach (links), 2,9 km
- Stezuggraben (rechts), 1,0 km
- Eggatobelbach) (links), 1,5 km
- Gmezuggraben (rechts), 1,2 km
- Stöcker (rechts), 1,2 km
- Hochtobel(bach) (rechts), 1,2 km
- Portschabach (Wasserstubenbach) (rechts), 6,1 km
- Höflitobel(bach) (links), 0,8 km
- Siebenbrünnele (rechts), 1,0 km
- Teufelsbach (links), 4,0 km
- Buachbach (Nattbödlibach) (rechts), 0,5 km
- Innerer Wörritobelbach (links), 0,7 km
- Inneres Wöritobel(bach) (links), 0,8 km
- Äußerer Wörritobelbach (links), 0,9 km
- Stampftobel(bach) (rechts), 1,4 km
- Stutztobel(bach) (rechts), 0,9 km
- Burgtobelbach (links), 0,2 km
- Autobel(bach) (links), 0,8 km
- Rüfigraben (rechts), 0,7 km
- Endbach (Mühlestalltobel) (rechts), 1,9 km
- Bargehratobelbach (links), 1,3 km
- Messnertobel(bach) (rechts), 1,3 km
- Badtobel(bach) (rechts), 0,8 km
- Hellochgraben (links), 0,3 km
- Feschatobel(bach (Gafrillatobel, Totenbüheltobel) (rechts), 1,5 km
- Frauenlobtobel(bach) (links), 1,5 km
- Kuanzatobel(bach) (Gräbatobel) (rechts), 1,5 km
- Grafentobel(bach) (links), 0,4 km
- Tschannatobel(bach) (rechts), 1,0 km
- Strangertobel(bach) (rechts), 1,4 km
- Vermalentobel(bach) (links), 2,0 km
- Ruamatöbele (rechts), 1,1 km
- Fallbach (rechts), 1,2 km
- Gawatschtobel(bach) (Tschannatobel) (rechts), 1,5 km
- Bilhaldatöbili (links), 0,6 km
- Innerer Tschafreuatobel(bach) (rechts), 1,0 km
- Äußerer Tschafreuatobel(bach) (rechts), 1,5 km
- Jörgatobel(bach) (Gavadurabach) (rechts), 1,1 km
- Innerer Lavadielbach (Mühlbach) (rechts), 2,8 km
- Äußerer Lavadielbach (rechts), 0,8 km
- Gantschierer Mühlbach (rechte Abzweigung), 2,7 km

## Wasserbau

### Litzdamm
Am 14. und 15. Juni 1910 verursachte ein Hochwasser der Litz großen Schaden im Gemeindegebiet von Schruns. Als Folge wurde 1911 mit dem Bau des Litzdamms begonnen.

### Denaturierungen
Vom Siedlungsgebiet der Gemeinde Silbertal bis zur Einmündung in die Ill in Schruns, muss die Litz durch unterschiedlichste Verbauungen bzw. Nutzungen bis zum Gewässerrand heute von mäßig beeinträchtigt bis naturfern ausgewiesen werden.

### Gescheiterte Umleitung
Gegen Ende des Jahres 1947 wurden konkrete Pläne der ÖBB, das Wasser der Litz durch einen 3,6 km langen Stollen auf Höhe des „Fellimännle“ zur Alfenz hin umzuleiten und für ihr dort geplantes Kraftwerk nutzbar zu machen, bekannt. Durch entschiedene Proteste der Bevölkerung und Marktgemeinde Schruns mit Versammlung, Demonstration und Resolution, mit Argumenten, dass das Projekt dem Tourismus massiv schaden würde, unter starker Mitwirkung von Prof. Richard Beitl, und einem Gegenprojekt der Illwerke ließen die ÖBB diesen Plan letztlich am 18. November 1948 fallen.

### Litzkraftwerk
Die Planung für den Bau begann mit der Eröffnung der Arlbergbahn im Jahr 1884. Maßgeblich daran beteiligt waren der Standesrepräsentant und Sternen-Wirt Jakob Stemer sowie der Mühlen-Besitzer Wilhelm Mayer.
Am 1. April 1895 wurde mit dem Bau des Litzkraftwerks im Tobel (Schruns) begonnen, und im Dezember des gleichen Jahres brannte im Gasthof Krone in Schruns bereits das erste elektrische Licht des Tales. Im Jahre 1896 wurde das alte Litzkraftwerk in Betrieb genommen.
Im Jahre 1901 wurde ein zweiter Maschinensatz installiert. 1904 erwarb die in der Gründung befindliche Montafonerbahn Aktiengesellschaft das Kraftwerk und nutzte dieses auch für den Betrieb der von ihr errichteten Bahnstrecke Bludenz–Schruns, die 1905 als eine der ersten elektrisch betriebenen Eisenbahnen der österreichisch-ungarischen Monarchie in Betrieb ging.
Durch den zunehmenden Strombedarf wurde ein weiterer Ausbau nötig. 1913 wurde das Kraftwerk durch eine neue Wasserfassung, Erhöhung des Nutzgefälles und Austausch des ersten Maschinensatzes an die neuen Anforderungen angepasst.
Durch die Vergrößerung des Versorgungsgebietes und für den Bau des Spullerseekraftwerks im Klostertal wurde 1920 ein weiterer Maschinensatz installiert.
1983 wurde mit der Planung des neuen Litzkraftwerks begonnen. Im August 1996 begannen die Bauarbeiten am Standort Tobelmühle. Die Wasserfassung des neuen Kraftwerks wurde im Bereich Hölle gebaut.
Dieses wurde am 25. Juli 1998 in Betrieb genommen. Mit Inbetriebnahme des neuen Kraftwerks wurde das alte endgültig abgeschaltet.